# Inside Me
Pour plus de détails, voir Fiche technique et Distribution.
Inside Me (hangeul : 내안의 그놈 ; RR : Naeanui geunom, littéralement « Cet homme en moi ») est une comédie sud-coréenne co-écrite et réalisée par Kang Hyo-jin et sortie le 9 janvier 2019 en Corée du Sud. Il s’agit d’une histoire de body swapping (en), c'est-à-dire quand deux personnages échangent de corps pour la durée du film.
Elle totalise près de deux millions d'entrées au box-office sud-coréen de 2019. Elle sortira également au Japon, à Taïwan, en Indonésie et au Viêt Nam.

## Synopsis
Alors qu'il tombe d'un toit, le lycéen Dong-Hyun atterrit sur le gangster Pan-Soo qui passait par là. À leur réveil, les deux hommes découvrent qu'ils ont échangé de corps.

## Fiche technique
- Titre original : 내안의 그놈
- Titre international : Inside Me
- Réalisation : Kang Hyo-jin
- Scénario : Shin Han-sol, Jo Joong-hoon et Kang Hyo-jin
- Production : Kim Dong-joon, Lee Seo-yeol et Lee Seung-hyo
- Sociétés de production :
- Société de distribution : The Contents On[1]
- Pays d’origine :  Corée du Sud
- Langue originale : coréen
- Format : couleur
- Genre : Comédie fantastique
- Durée : 122 minutes
- Date de sortie :
  - Corée du Sud : 9 janvier 2019

## Distribution
- Park Sung-woong[2] : Jang Pan-soo, le chef charismatique d'un gang reconverti en conglomérat
- Ra Mi-ran : Oh Mi-sun, le premier amour de Pan-soo
- Jung Jin-young[3] : Kim Dong-hyun, un lycéen introverti
- Lee Jun-hyeok (en) : Man Chul, le bras droit de Pan-soo
- Lee Soo-min : Oh Hyun-jung, la fille de Mi-sun[4]
- Kim Kwang-kyu (en) : Jong-ki
- Yoon Kyung-ho : le chef Yang
- Yoon Song-a : le professeur à domicile
- Park Kyung-hye : Jae-hee

## Promotion
Une conférence de presse a lieu le 26 décembre 2018 et le film sort dans les salles locales le 9 janvier 2019.
Le film sortira également au Japon, à Taiwan, en Indonésie et au Viet Nam.

## Accueil
Durant son premier week-end d'exploitation, Inside Me se classe deuxième du box-office sud-coréen avec 564 568 entrées pour 1 041 écrans. Au cours des cinq premiers jours de son exploitation, le film attire 770 000 spectateurs,.